# Upor (elektrotehnika)
Upòr (s tujko rezístor) je eden najpomembnejših in najbolj uporabljenih (tako rekoč nepogrešljivih) elektrotehničnih in elektronskih elementov, čigar glavna veličina je upornost (v fiziki električni upor) oz. njena obratna vrednost - prevodnost. Primarna naloga upora v elektronskih vezjih je omejitev toka. Idealen upor ima, kar v praksi sicer ne drži povsem, konstantno (neodvisno od zunanjih dejavnikov) upornost {\displaystyle R}, za katero velja Ohmov zakon:
{\displaystyle U(t)=R\cdot I(t),}
kjer {\displaystyle U(t)} pomeni trenutni padec napetosti na uporu, {\displaystyle I(t)} pa trenutni električni tok skozenj. Zaradi tega je upor podobno kot kondenzator in idealna dušilka linearen element.
Če enačbo obrnemo:
{\displaystyle I(t)={\frac {U(t)}{R}},}
iz enačbe je razvidno, da je električni tok {\displaystyle I(t)}obratno sorazmeren z upornostjo {\displaystyle R} kar pomeni, da z večanjem upornosti {\displaystyle R} električni tok {\displaystyle I(t)}manjša in z manjšanjem  upornosti {\displaystyle R}električni tok {\displaystyle I(t)}narašča.

## Izvedbe uporov
Upori se delijo na:
- masne,
- plastne in
- žične upore.

Masni upori so grajeni iz uporovnega telesa v obliki valja, najbolj pogosto iz ogljenega praška. V integriranih vezjih so izdelani iz polprevodnika s pomočjo difuzije na monokristalu. Možne upornosti masnih uporov segajo od nekaj {\displaystyle m\Omega } do več {\displaystyle M\Omega }, njihova dovoljena izgubna moč pa je relativno majhna (oz. so relativno majhni toki, ki lahko tečejo skoznje). Zato pa so po velikosti manjši od drugih uporov z enako izgubno močjo. Za večje moči uporabimo upore iz železne litine, ki se lahko uporabljajo tudi kot reostati.
Žični upori so izdelani iz uporovne žice, ki je navita na izolacijsko telo. Območje upornosti je podobno kot pri masnih uporih, imajo pa zato nizko toleranco (okoli {\displaystyle \pm 0,05\%}) in visoko časovno stabilnost (tipično okoli {\displaystyle 10^{-5}/leto}). Tisti z najnižjo toleranco so izdelani iz manganina, konstantana ali evanohma. Slabost je visoka cena (le redko so izdelani serijsko), velikost in v primeru izmeničnih tokokrogov še reaktančna komponenta. Zato pa jih je mogoče izdelati v poljubni obliki in za poljubno izgubno moč.
Plastni upori so najpogosteje uporabljani. Uporovna plast (običajno oglje, kovina ali kovinski oksid) je nanešena na izolacijsko telo in spojena z dovodnimi žicami. Prednosti so veliko uporovno področje (od nekaj {\displaystyle m\Omega } do več tisoč {\displaystyle M\Omega }), majhne tolerance, majhen temperaturni koeficient, nizka vrednost šuma, velika stabilnost in nizka cena. Poimenujemo jih po materialu uporovne plasti: ogljenoplastni, kovinoplastni (ti so najpreciznejši) in kovinooksidni.

## Obremenljivost uporov
Pri izbiri upora ob načrtovanju elektronskega vezja moramo poznati skrajne pogoje obratovanja in izbrati upor s primerno največjo dovoljeno izgubno močjo. Če izgubna moč na uporu dalj časa presega dovoljeno, upor uničimo. Poznati moramo tudi temperaturo, saj podana največja izgubna moč eksponentno pada z naraščajočo temperaturo. Ob podani največji izgubni moči lahko preprosto izračunamo največjo dovoljeno efektivno vrednost napetosti:
{\displaystyle U_{\mathrm {max} }={\sqrt {PR}}.}
Pri uporih z veliko upornostjo je največja dovoljena napetost manjša in podana od proizvajalca. Pri prevelikih napetostih namreč lahko pride do preboja zaradi prevelike električne poljske jakosti vzdolž uporovne plasti.

## Toleranca upora
Toleranca upora pove, za koliko odstotkov se upornost lahko razlikuje od nazivne vrednosti zaradi različnih dejavnikov. Vpliv posameznih fizikalnih količin podajamo s koeficienti, npr. temperaturni koeficient
{\displaystyle \alpha ={\frac {\Delta R\cdot 100\%}{R\Delta \theta }}}
ali napetostni koeficient, ki podja relativno sprmembo upornosti zaradi priključene napetosti:
{\displaystyle v={\frac {\Delta R\cdot 100\%}{RU}}.}

## Stabilnost upornosti
Stabilnost upornosti podaja razmerje nazivne upornosti in največje spremembe upornosti v danih obratovalnih pogojih za neki časovni interval. Definirana je kot
{\displaystyle \sigma _{R}=\left.{\frac {R}{\Delta R}}\right|_{t_{2}-t_{1}},}
kjer je {\displaystyle t_{2}-t_{1}} obvezen podatek o dolžini merjenega intervala.

## Šum upora
Če priključimo upor na konstantni tokovni vir, bomo kljub konstantnemu toku lahko izmerili naključne spremembe padca napetosti na uporu. Če upor priključimo na stabilen napetostni vir, bomo podobno lahko zaznali naključne spremembe toka skozi upor. Teh naključnih sprememb, ki jih imenujemo šum, ne moremo matematično natančno napisati, lahko ovrednotimo le njihovo moč. Dve glavni vrsti šuma na uporih sta:
- Johnson-Nyquistov šum ali termični šum zaradi termičnega gibanja nosilcev električnega naboja v uporovnem materialu. Ovrednotimo ga kot, da k uporu priključimo dodatni tokovni ali napetostni vir z efektivnima vrednostima

{\displaystyle U_{s}={\sqrt {4kTR\Delta f}}}
oz.
{\displaystyle I_{s}={\sqrt {4kTG\Delta f}}.}
k je Boltzmannova konstanta ({\displaystyle k=1,3806504\cdot 10^{-23}J/K}), T je temperatura, merjena v kelvinih, R in G sta dejanska upornost ali prevodnost upora, {\displaystyle \Delta f} pa frekvenčni pas vhodnih signalov, ki jih privedemo na upor.
- šum zaradi zrnatosti uporovnih materialov eksponentno narašča z nazivno upornostjo upora. Pri nižjih upornostih narašča približno linearno s koeficientom 0,5 in 1 {\displaystyle \mu V/V}. Pri žičnih in kovinoplastnih uporih ta šum ni prisoten.

## Frekvenčna odvisnost
Pri visokih frekvencah moramo upoštevati še induktivnost (zaradi dovodnih žic) in kapacitivnost (uporovna plast med priključkoma je neke vrste dielektrik nekakovostnega kondenzatorja, upoštevati moramo še morebitno kapacitivnost med posameznimi ovoji uporovne plasti). Visokofrekvenčno nadomestno vezje upora ima tako k idealnemu uporu zaporedno vezano idealno dušilko, vzporedno k obema pa je vezan idealni kondenzator.

## Označevanje uporov
Upornost in toleranca sta mnogokrat označena kar na samih uporih z barvno kodo za označevanje elektronskih elementov.

## Nadomestna vezja več uporov
Kadar je več idealnih uporov vezanih zaporedno, njihovo nadomestno vezje predstavlja upor z upornostjo enako vsoti upornosti posameznih uporov:
{\displaystyle R=R_{1}+R_{2}+\dots +R_{N}=\sum _{i=1}^{N}R_{i}.}
Obratna vrednost prevodnosti nadomestnega upora je enako vsoti obratnih vrednosti prevodnosti posameznih uporov:
{\displaystyle {\frac {1}{G}}={\frac {1}{G_{1}}}+{\frac {1}{G_{2}}}+\dots +{\frac {1}{G_{N}}}=\sum _{i=1}^{N}{\frac {1}{G_{i}}}.}
Kadar je več uporov vezanih vzporedno, je njihovo nadomestno vezje ravno tako upor, katerega prevodnost je vsota prevodnosti posameznih uporov:
{\displaystyle G=G_{1}+G_{2}+\dots +G_{N}=\sum _{i=1}^{N}G_{i}.}
Obratna vrednost upornosti tega upora je enaka vsoti obratnih vrednosti upornosti posameznih uporov:
{\displaystyle {\frac {1}{R}}={\frac {1}{R_{1}}}+{\frac {1}{R_{2}}}+\dots +{\frac {1}{R_{N}}}=\sum _{i=1}^{N}{\frac {1}{R_{i}}}.}

## Posebni upori
Po navadi želimo, da je upornost upora čim bolj neodvisna od različnih zunanjih vplivov. Pri nekaterih uporih pa je upornost izrazito odvisna od neke fizikalne veličine (npr. od temperature, gostote magnetnega pretoka, osvetljenosti ipd.). Tovrstne upore uporabljamo za merjenje teh veličin. Pri uporovnih lističih izkoriščamo pojav spremebe upornosti zaradi raztezanja in spremenjene specifične upornosti mehansko obremenjene žice. Uporabljamo jih za merjenje sil, utrujanja materialov in mehanskih napetosti.
Kadar želimo v vezjih z manjšimi električnimi močmi zvezno spreminjati napetost ali tok, lahko uporabimo nastavljiv upor. Nastavljivi upor, ki ima uporabljena dva priključka je reostat. Če uporabimo vse tri priključe je potenciometer.